# Conrad Russell
Conrad Russell, 5e comte Russell (15 avril 1937 - 14 octobre 2004) est un historien et homme politique britannique. Il est l'un des principaux spécialistes de la Première Révolution anglaise. Il a mené sa carrière politique au sein des libéraux-démocrates.
Fils de Bertrand Russell et de  Patricia Russell, il est également l'arrière-petit-fils de John Russell.
En 1960, il commence sa carrière universitaire au Bedford College de Londres, comme maitre-assistant (lecturer) en histoire.

## Principales publications
- The Crisis of Parliaments 1603-1660 (1971)
- The Causes of the English Civil War (1990)
- The fall of the British Monarchies (1991)
- Academic Freedom (1993)
- An Intelligent Person's Guide to Liberalism (1999)